# Линия 3 (Стамбульский трамвай)
Трамвайная линия T3 Кадыкёй—Мода (тур. T3 (Kadıköy – Moda) tramvay hattı) — кольцевая линия ретротрамвая (тур. nostaljik tramvayı) в азиатской части Стамбула, проходящая по историческому кварталу Мода от пристани и станции метро Кадыкёй в одноимённом районе. Открыта 1 ноября 2003 года, практически повторяя закрытый в 1960-х годах трамвайный маршрут № 20. Оператор линии — Metro Istanbul. Движение отнопутное одностороннее по часовой стрелке. Длина линии 2,6 км, на которых находится 11 остановок, время в пути 20 минут, интервал 10 минут. Ежедневно маршрут перевозит 5 тыс. пассажиров. По рабочим дням трамваи от Кадыкёя отправляются с 06:55 до 21:00, по субботам движение начинается позже — с 08:30, а по воскресеньям трамвай работает лишь с 10:00 до 20:00. Подвижной состав T3 представлен немецкими вагонами: двумя Rekowagen (бортовые номера 201 и 203) и пятью Gotha T57 (бортовые номера 202, 204—207), ранее работавшими на маршрутах Йены, Берлина и Гёрлица в ГДР.

## Фотографии

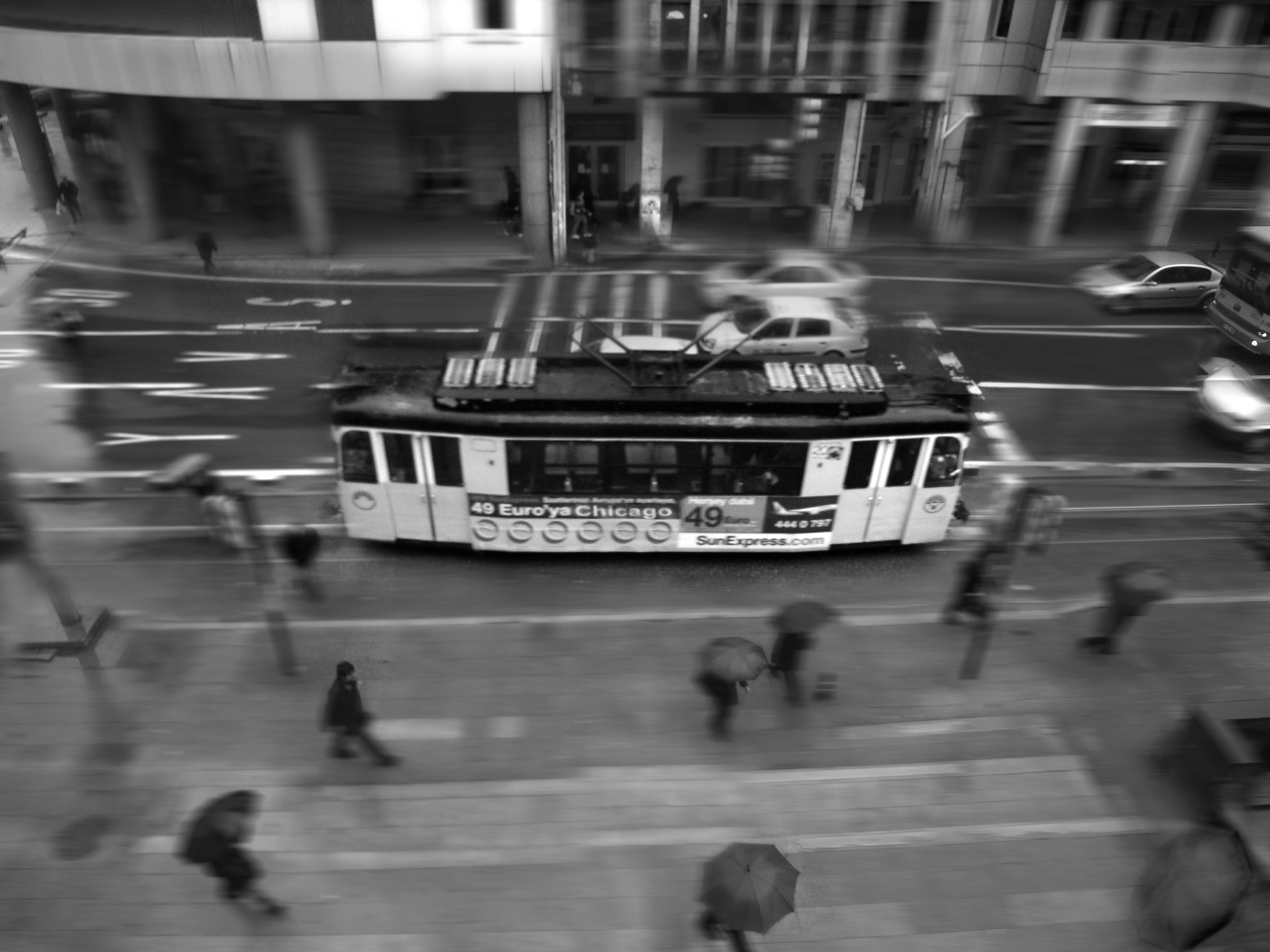
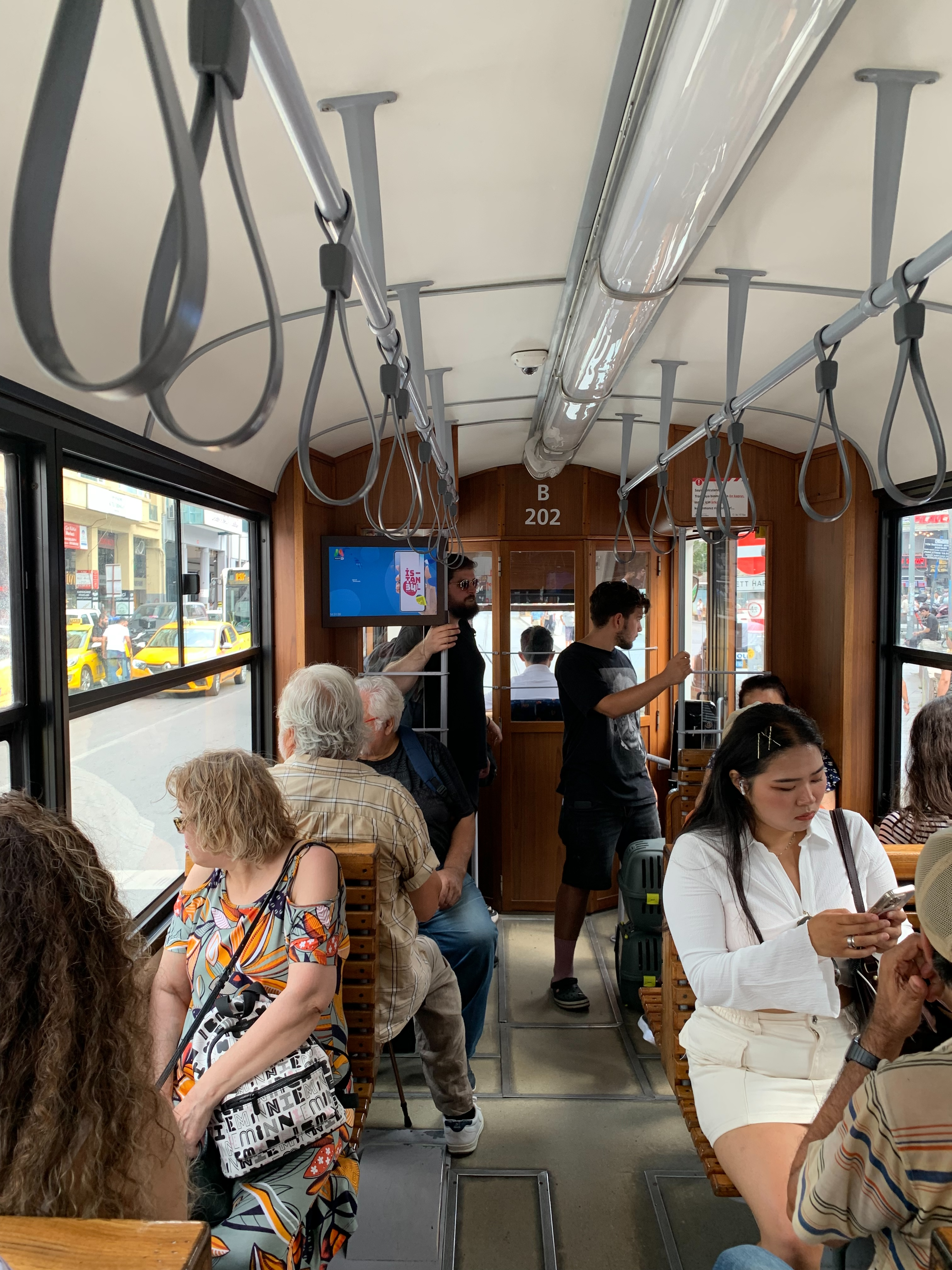
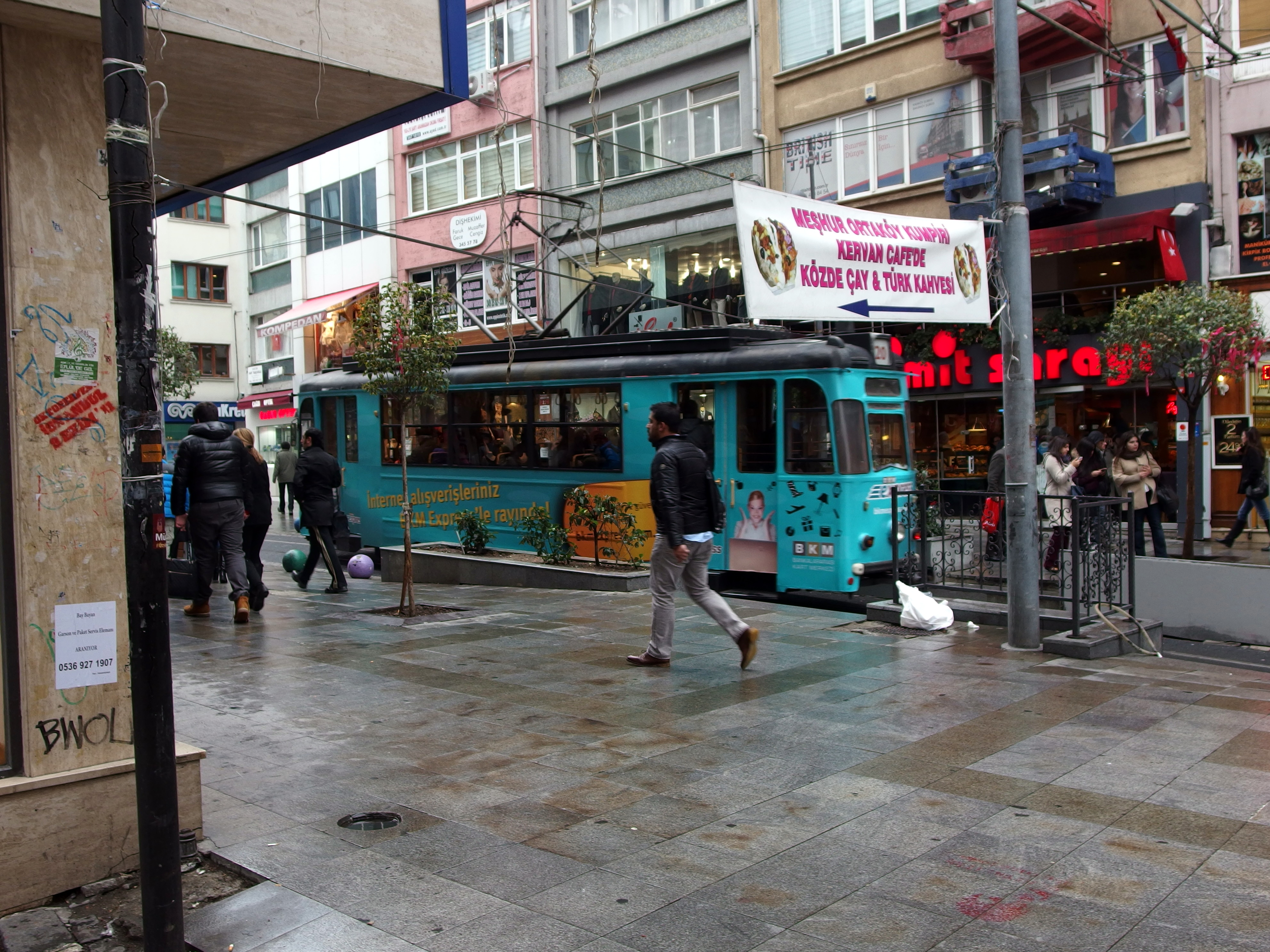
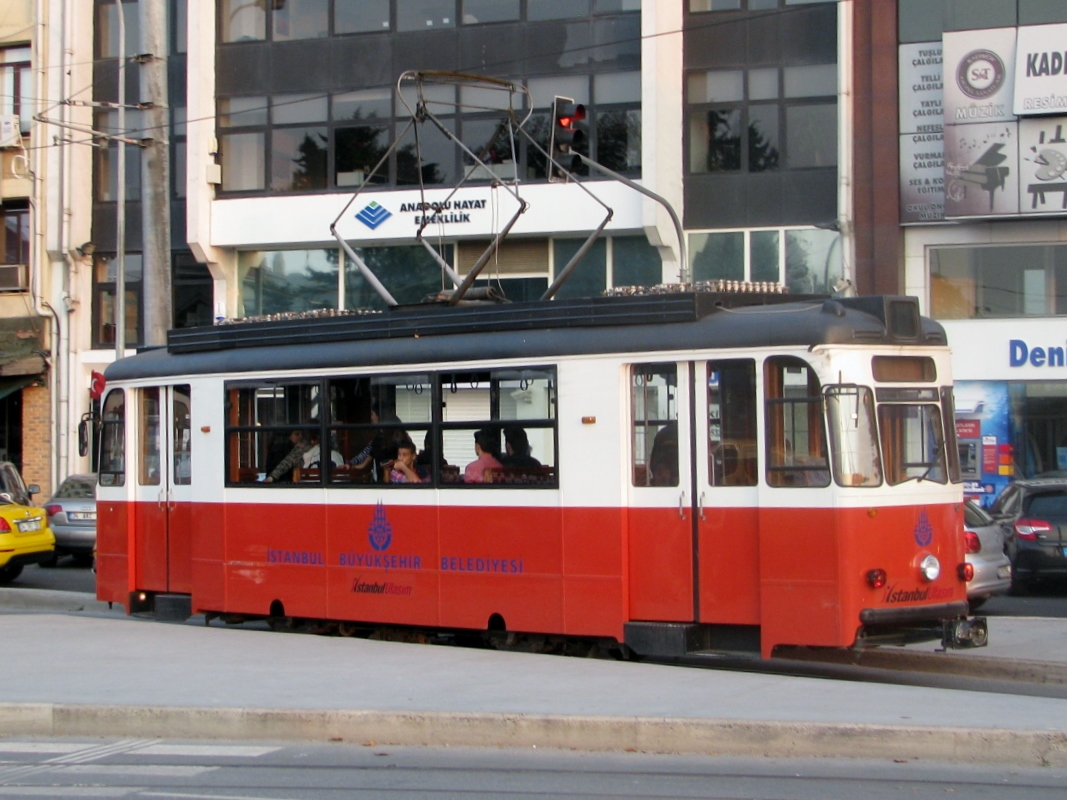

## Остановки
| № п/п | Остановка                  | Пересадки | Достопримечательности                         |
| ----- | -------------------------- | --------- | --------------------------------------------- |
| 1     | Кадыкёй пристань           |           | Театр имени Халдуна Танера                    |
| 2     | Мечеть султана Мустафы III |           | Театр имени Халдуна Танера                    |
| 3     | Чарши                      |           |                                               |
| 4     | Алтыёл                     |           |                                               |
| 5     | Бахарие                    |           | Халкидонская митрополия・Оперный театр Сюрейя |
| 6     | Килисе                     |           |                                               |
| 7     | Начальная школа Мода       |           |                                               |
| 8     | улица Мода                 |           |                                               |
| 9     | Рызапаша                   |           |                                               |
| 10    | Мюхюдар                    |           |                                               |
| 11    | переулок Дага              |           |                                               |